# L'Éducation picturale
L'Éducation picturale (russe : Живописное обозрение) est un hebdomadaire illustré russe publiée à Saint-Pétersbourg en 1872–1900 et en 1902–1905.

## Historique
Le premier numéro de L'Éducation picturale aux pays du monde, son nom d'origine , sort le 15 décembre 1872, édité par le cartographe Nikita Zouïev (ru). Quand D. A. Karch-Karchevsky reprend la publication en 1875, le titre est raccourci, et une section littéraire est mise en vedette. Les éditeurs du magazine sont ensuite Nikolaï Choulguine (1880-1882), Piotr Polevoï (1882-1885), Sergueï Dobrodeïev (1885-1900), Piotr Bykov, A. P. Nestor et Ignaty Potapenko (1902-1905).
L'Éducation picturale, sous-titrée « revue illustrée des voyages, des expéditions, et cetera », met en avant des articles originaux ou traduits d'ethnographie et de géographie populaires, en privilégiant les illustrations de qualité. En 1875, elle réduit la section des sciences naturelles à un minimum et devient un simple journal illustré centré sur la littérature et la poésie, mais aussi sur la création artistique (Viktor Vasnetsov, Constantin Makovski, Ilia Répine, entre autres).
La revue a des liens étroits avec Aleksandr Sheller-Mikhaïlov (ru) dans la période ou elle est dirigée par Choulguine.
Des œuvres d'Aleksandr Sheller-Mikhaïlov, Iakov Polonski, Konstantin Fofanov, Constantin Balmont, Dmitry Mamin-Sibiryak, Vassili Nemirovitch-Dantchenko, Ignaty Potapenko et Fiodor Sologoub; Galina Galina sont parues dans L'Éducation picturale. Elle a aussi publiée les premières traductions de grands auteurs étrangers (Alphonse Daudet, Bret Harte, Anatole France, entre autres) ,